# Daugirutis
Daugirutis o Dangerutis (anche Dangeruthe o Daugeruthe) (... – 1213) fu un duca di Nalšia che morì suicida. È il secondo sovrano lituano (dopo Žvelgaitis) il cui nome è stato riportato da fonti affidabili. La sua vita è raccontata nelle Cronache di Enrico di Livonia; anche se nessun altro scritto lo menziona, è considerato uno dei nobili lituani precedenti a Mindaugas più influenti.

## Biografia
Quanto si sa di Daugirutis, è che attaccò molte volte la Lettonia e l'Estonia: restano incerte le terre sulle quali esercitava il suo dominio. Sua figlia fu data in sposa a Visvaldis, duca di Jersika (nell'attuale comune di Līvāni). Il matrimonio permise a Visvaldis di proteggersi dagli attacchi dei lituani, con la condizione però di dover fornire fornire cibo e riparo alle truppe di Daugirutis nelle spedizioni finalizzate a saccheggiare le terre estoni o russe.
Nel 1213, Daugirutis si recò a Velikij Novgorod al fine di sottoscrivere un trattato di pace con Mstislav Mstislavič. Le cronache di Novgorod non menzionano questo trattato. Sebbene lo scopo dell'accordo non sia esplicitamente indicato, gli storici ipotizzano che fosse un patto di mutua assistenza contro l'Ordine dei Cavalieri Portaspada. Sulla via del ritorno, Daugirutis fu attaccato e catturato proprio dai cavalieri cristiani. Fu imprigionato nel castello di Cēsis e per il suo rilascio si richiese un ingente riscatto. Quando gli affiliati al duca giunsero per discutere delle condizioni di rilascio, fu loro risposto che non erano stati portati abbastanza soldi: Daugirutis, saputolo, si tolse la vita.
Che Daugirutis fosse un uomo potente è dimostrato dal suo accordo con la città di Novgorod. Se il duca fosse stato infatti una figura di secondo piano, la cui supremazia si estendeva su territori assai ridotti, Novgorod non avrebbe mai accettato di negoziare. Il numero di incursioni lituane in Livonia e in altre regioni dei Paesi baltici calò vistosamente dopo la morte di Daugirutis e di Stekšys. Questo frangente storico in particolare è considerato una fase in cui il processo di unificazione delle tribù baltiche nella formazione del Ducato di Lituania rallentò.